# Geneva (Indiana)
Geneva é uma cidade  localizada no estado americano de Indiana, no Condado de Adams.

## Demografia
Segundo o censo americano de 2000, a sua população era de 1368 habitantes.
Em 2006, foi estimada uma população de 1315, um decréscimo de 53 (-3.9%).
Em 2010, a população era de apenas 1,293 habitantes, uma diminuição se comparada a população de 2006.

## Geografia
De acordo com o United States Census Bureau tem uma área de
3,3 km², dos quais 3,0 km² cobertos por terra e 0,3 km² cobertos por água.

## Localidades na vizinhança
O diagrama seguinte representa as localidades num raio de 20 km ao redor de Geneva.